# 대주국

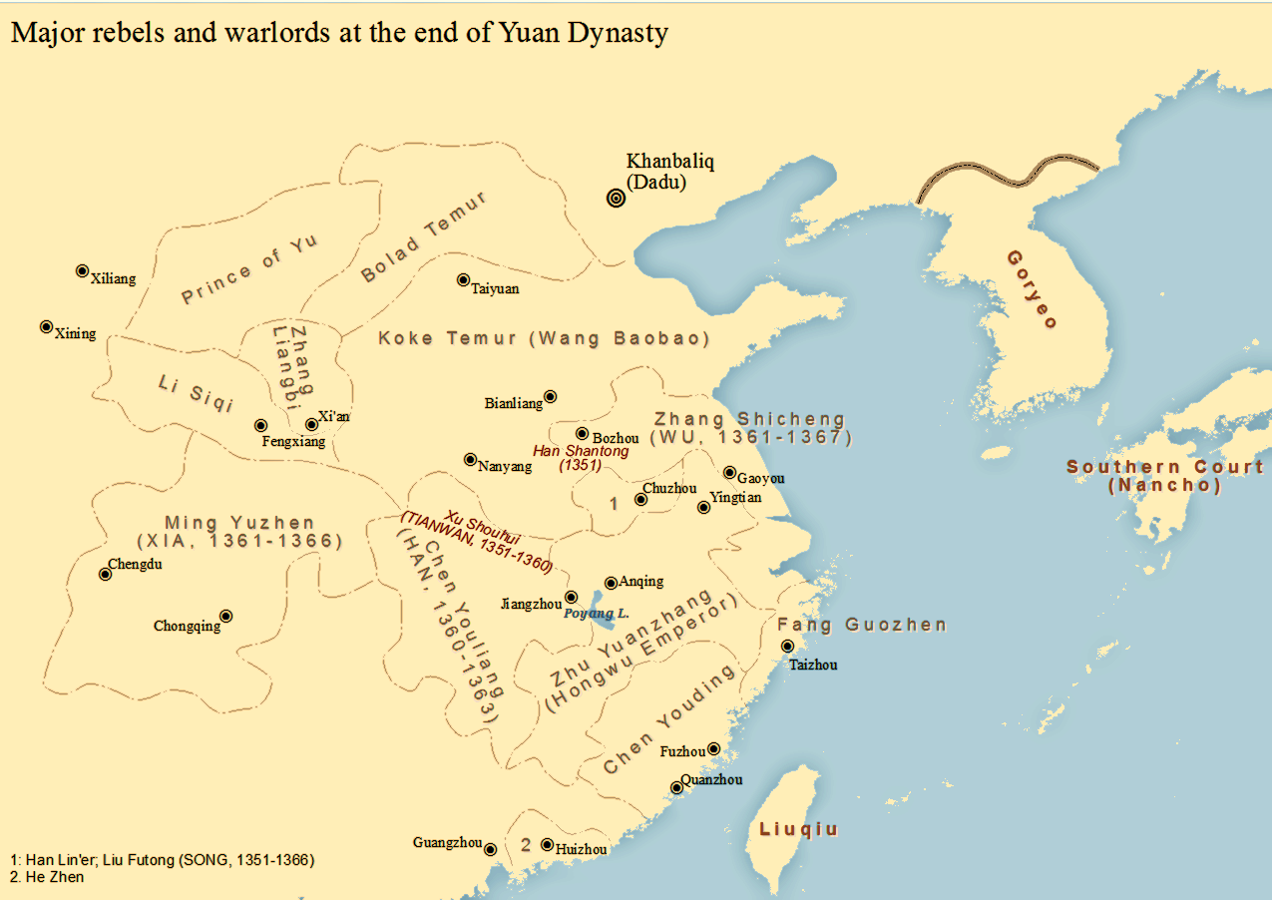

대주국(大周國, 1354년 5월 11일 ~ 1367년 12월 8일)은 14세기 중국 시대에 불과 13년간 지속된 홍건적 체제 혁명 성향 봉건 대공국(토후국)이다.

## 대주국(大周國)의 역사

### 초대 토후장사성(재위 1354년 5월 11일 ~ 1356년 5월 11일)
대주국(大周國)은 14세기 중국 시대 반원(反元) 세력으로써 원나라에 항거한 그야말로 원나라 장쑤 성 다펑에서 출생한 홍건적 예하 부장수 출신의 장사성(張士誠) 장군이 1353년에 첫 봉기하여 대주국(大周國)이라는 토후국(土侯國)을 창건하였으며 1년 후 1354년 5월 11일을 기하여 옛 원나라 장쑤 성 타이저우를 수도로써 내세워 창건하여 장사성(張士誠)이 초대 제후(諸侯)에 등극한 14세기 중국 중원 황조 시대 비참주(非僭主) 성향 토후국(土侯國)이다.

### 초대 제후장사성(재위 1356년 5월 11일 ~ 1357년 6월 18일)
2년 후 1356년 5월 11일을 기하여 수도를 장쑤 성 타이저우에서 장쑤 성 쑤저우로 천도하였으며 장사성(張士誠)이 토후(土侯)에서 제후(諸侯)로 승격 등극하였다.

### 초대 대공장사성(재위 1357년 6월 18일 ~ 1367년 12월 8일)
1년 후 1357년 6월 18일을 기하여 수도 장쑤 성 쑤저우에서 장사성(張士誠)이 제후(諸侯)에서 대공(大公)으로 재승격 등극하였다. 1362년 2월 8일을 기하여 명하 제국(明夏 帝國)에게 동맹제후국(同盟諸侯國)으로 책립되었다.
그러나 원나라에게 부역을 시도하다가 1367년 12월 8일을 기하여 토원 장군 주원장(朱元璋)이 정벌한 사태로 하여금 국가 대주국(大周國)이 멸국되었고 결국 대주국 종묘사직(大周國 宗廟社稷)이 폐지되어 그 국토가 명하제국에 복속되었으며 이듬해 1368년 1월 23일을 기하여 원나라도 주원장(朱元璋, 1328년 ~ 1398년)이 이끄는 새 제국 황조 명나라에게 전격 멸국되어 원나라 군주 혜종 순제(惠宗 順帝, 1320년 ~ 1370년)가 축출된 후 주원장(朱元璋)이 명나라 초대 군주 등극하였다. 참고로 명 태조 홍무제 주원장(明 太祖 洪武帝 朱元璋)은 지난날 대주국 초대 대공 장사성 군주(張士誠 君主)의 토원 홍건적 홍건도(討元 紅巾賊 紅巾徒) 시절 동료 부수장급 장군이었다.

## 역대 군주
| 대수  | 시호           | 성명           | 재위기간        |
| ----- | -------------- | -------------- | --------------- |
| 제1대 | 장오왕(張吴王) | 장사성(張士誠) | 1354년 ~ 1367년 |

## 같이 보기
- 천완 송제국
- 대한송제국
- 대진한제국
- 명하